# 麥迪遜郡 (喬治亞州)
麥迪遜縣（英語：Madison County）是美國喬治亞州北部的一個縣。面積740平方公里。根據美國2000年人口普查，共有人口25,730。縣治丹尼爾士維。
成立於1811年12月5日，縣名是紀念第四任總統詹姆斯·麥迪遜。